# Grafschaft Ligny
Die Herrschaft Ligny und spätere Grafschaft Ligny war ein Lehen um den Hauptort Ligny-en-Barrois. Es wurde der Agnes von Blois gegeben, der Tochter von Theobald IV. von Blois (Haus Blois) und Ehefrau des Rainald II. Graf von Bar. Der Besitz wurde an die männlichen Nachkommen des Paares vererbt.
Im Jahre 1240 brachte die Ehe des Grafen von Luxemburg, Heinrich der Blonde, mit Margarethe, der Tochter des Grafen Heinrich II. von Bar, ihm die Herrschaft von Ligny ein. Diese Herrschaft vermachte er 1281 seinem jüngeren Sohn Walram, der damit den französischen Zweig der Luxemburger begründete.
Der französische König Karl V. von Frankreich wertete Ligny 1364 zur Grafschaft auf.

## Herren von Ligny

### Haus Scarponnois
- Agnes von Blois († 7. August 1207), Herrin von Ligny, Tochter von Theobald IV. von Blois; ⚭ 1155 Rainald II. von Bar, † 25. Juli 1170
  - Heinrich I. († 1190), deren Sohn, Graf von Bar
- Theobald I. († 1214), dessen Sohn, Graf von Bar und Mousson, 1198 Graf von Luxemburg (uxor nomine)
- Heinrich II. (* 1190; † 1239), dessen Sohn, Graf von Bar und Mousson
- Margarethe von Bar ⚭ 1240 Heinrich I. der Blonde Graf von Luxemburg

### Haus Luxemburg-Ligny
- 1240–1281 Heinrich I. der Blonde (Graf von Luxemburg)
- 1281–1288 Walram I. Sohn
- 1288–1304 Heinrich II. Sohn
- 1304–1354 Walram II. Bruder
- 1354–1364 Johann I. Sohn

König Karl V. von Frankreich wertete Ligny-en-Barrois 1364 zur Grafschaft auf.

## Grafen von Ligny

### Haus Luxemburg-Ligny
- 1364–1371 Guido Sohn (als Guido V. Graf von St. Pol)
- 1371–1415 Walram III. Sohn (auch Graf von St. Pol)

### Haus Valois
- 1415–1430 Philipp von Saint-Pol Enkel mütterlicherseits von Walram III. (Herzog von Brabant und Graf von St. Pol)

### Haus Luxemburg-Ligny
- 1430–1430 Johanna Schwester Walrams III. (auch Gräfin von St. Pol)
- 1430–1441 Johann II. Neffe (nahm am 23. Mai 1430 Johanna von Orléans gefangen)
- 1441–1475 Ludwig I. Neffe (auch Graf von St. Pol und Brienne)

Nach dem Tod des Grafen Ludwig I. zog König Ludwig XI. von Frankreich die Grafschaft ein und vergab sie 1476 an seinen Gefolgsmann Georges II. de La Trémoille. Nach dessen erbenlosen Tod 1481 belehnte der König den Admiral von Bourbon mit Ligny.

### Haus Bourbon
- 1481–1487 Ludwig II. Admiral von Bourbon legitimierter Bastardsohn des Herzogs Karls I. von Bourbon
- 1487–1510 Karl I. Sohn

Nach dem erbenlosen Tod Karls I. wird Ligny dem Haus Luxemburg zurückerstattet.

### Haus Luxemburg-Ligny
- 1510–1519 Antoine I. Sohn Graf Ludwigs I. (auch Graf von Brienne)
- 1519–1530 Karl II. Sohn (als Karl I. Graf von Brienne)
- 1530–1557 Antoine II. Sohn (auch Graf von Brienne)
- 1557–1576 Johann III. Sohn (auch Graf von Brienne)
- 1576–1608 Karl III. Sohn (als Karl II. Graf von Brienne)
- 1608–1613 Franz Bruder Johanns III.
- 1613–1616 Heinrich III. Sohn
- 1616–1680 Margarethe Charlotte Tochter

### Haus Clermont-Tonnerre
- 1680–1701 Madeleine Charlotte de Clermont-Tonnerre Tochter von Margarethe Charlotte und des Charles Henri de Clermont-Tonnerre

### Haus Montmorency
- 1701–1719 Charles François I. de Montmorency-Luxembourg, Sohn von Madeleine Charlotte und des Francois-Henri de Montmorency-Luxemburg, dem "Maréchal de Luxembourg"

Charles de Montmorency verkaufte Ligny 1719 an Herzog Leopold von Lothringen, der die Grafschaft mit seinem Herzogtum vereint.